# Абдулхак Абдуллаєв
Абдулха́к Аксака́лович Абдулла́єв (*30 грудня 1918 — †29 жовтня 2001) — узбецький художник-портретист. Народний художник Узбецької РСР.

## Життєпис
Народився 30 грудня 1918 року у Туркестані (Туркестанський край, Російська держава). 
Із 1931 по 1936 рік навчався у Самаркандському художньому училищі, у Лева Буре, Зінаїди Ковалевської та Павла Бенькова. А із 1938 по 1941 рік — у Московському художньому інституті, у Олександра Осмьоркіна та Василя Єфанова.
Лавреат Державної премії Узбецької РСР імені Хамзи.
У 1950 році отримав звання Заслужений діяч мистецтв Узбецької РСР.
У 1951 році отримав Медаль «За трудову відзнаку».
У 1959 році отримав Орден Трудового Червоного Прапора.
У 1968 році отримав звання Народний художник Узбецької РСР.
У 1976 році отримав Орден «Знак Пошани».
Помер 29 жовтня 2001 року у Ташкенті, в Узбекистані. Похований на Чигатайському кладовищі.

## Відомі роботи
- «Портрет письменника Айбека» (1949 рік, зберігається у Державному музеї мистецтв Узбекистану)
- портрет «Драматург К. Яшен» (1960, Державний музей мистецтв Узбекистану)
- «Племінниця Шахла» (1960, Третьяковська галерея)
- портрет «Алішер Навої» (1969, Державний музей мистецтв Узбекистану)
- «Автопортрет в сомбреро» (1971, Державний музей мистецтв Узбекистану)
- «Автопортрет в киргизькій шапці» (1981, Третьяковська галерея)